# 史氏俯海鯰
史氏俯海鯰為輻鰭魚綱鯰形目海鯰科的其中一種，分布於中美洲太平洋岸的半淡鹹水水域、海域，棲息深度可達50（160英尺），本魚體延長，吻突出，口寬具絨毛狀齒，體黑褐色，腹部淡黃色，鰭膜黑色，體長可達36（14英寸），棲息在沿海、河口區，屬肉食性，以小魚及無脊椎動物為食，可做為食用魚。